# Meketra

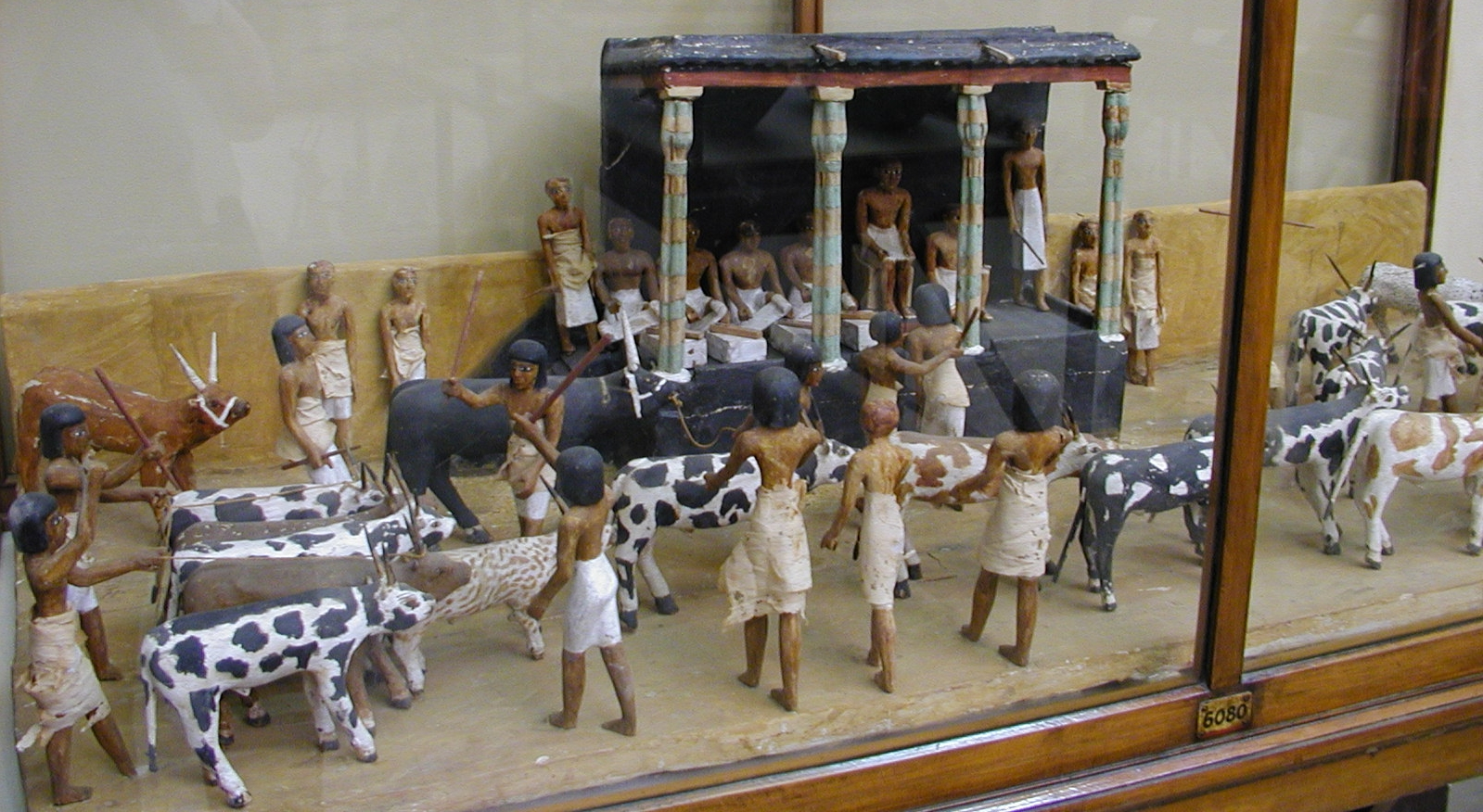
Modelo de Meketra observando el conteo de su ganado.

Meketra fue un alto oficial del Antiguo Egipto, tesorero real y supervisor de palacio durante el reinado de Mentuhotep II, Mentuhotep III y, probablemente, Amenemhat I, durante el Imperio Medio.
Su tumba fue descubierta en 1919 cerca del complejo funerario de Mentuhotep II en Deir el-Bahari.

## Biografía
| ra | m | D37 · k | t · Z2 |

| ra | m | D37 · k | t · Z2 |

Meketra está atestiguado por primera vez en una inscripción en una roca en el uadi Shatt el-Rigala, que lleva el simple título de "sellador". La inscripción está fechada en el año 41 del rey Mentuhotep II. En los relieves del templo funerario de Mentuhotep II en Deir el-Bahari, Meketra lleva el título de tesorero real, por lo que, evidentemente, fue ascendido mientras tanto, sucediendo a Jeti. El mismo título se encontró en una estatua en la tumba de Meketra, mientras que en fragmentos de relieve en la tumba, ostentaba el título principal de supervisor de la casa. 
Como tesorero y supervisor de la real casa, probablemente fue el predecesor de Ipi.

## Tumba
Su tumba (TT280) está ubicada en Sheij Abd el-Qurna, parte de la necrópolis tebana, y se encuentra cerca de una tumba real, grande e inacabada, que se atribuyó originalmente al rey Mentuhotep III y, después de una nueva investigación, a Amenemhat I. Por tanto, lo más probable es que Meketra muriera bajo este último rey.
La TT280 destaca especialmente por contener varias maquetas de madera, que representan las actividades y la vida cotidiana en el Antiguo Egipto, junto con figurillas, entre otras, de mujeres portadoras de ofrendas, cerveceros, panaderos, carpinteros, barcas y ganado, edificios en miniatura y jardines. En un grupo aparece junto a su hijo Antef, bajo un dosel, en una barca de remos y en otra, en un velero. Una selección de las maquetas y otros elementos de la tumba se exhiben en el Museo de El Cairo y en el Museo Metropolitano de Arte de la ciudad de Nueva York. La tumba contigua es la de Antef (In-Yotef), príncipe heredero, supervisor de selladores (tesorero).